# Trogoxylon parallelipipedum
Trogoxylon parallelipipedum är en skalbaggsart som först beskrevs av Melsheimer 1846.  Trogoxylon parallelipipedum ingår i släktet Trogoxylon och familjen kapuschongbaggar. Inga underarter finns listade i Catalogue of Life.

## Bildgalleri

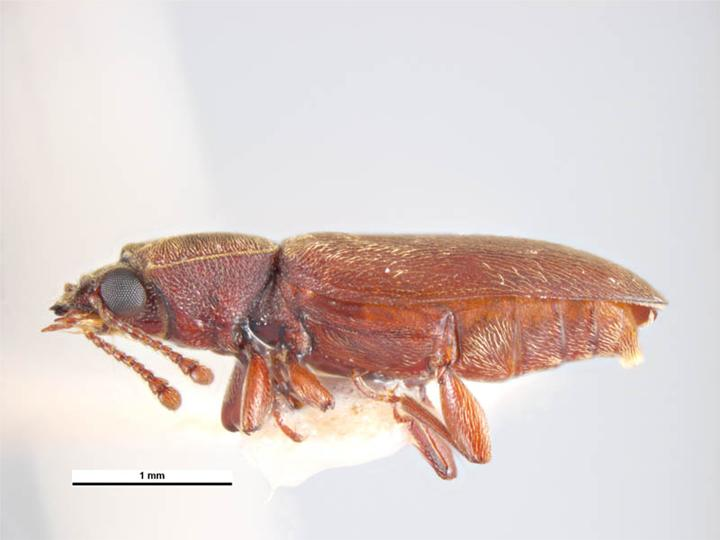